# Одески военноисторически музей
Одеският военноисторически музей (на руски: Одесский военно-исторический музей), или Военноисторически музей на Южното оперативно командване (Военно-исторический музей Южного оперативного командования), е музей в Одеса, Украйна за историята на Одеския военен окръг.
Музеят разполага с 13 зали с експозиции, посветени на руската, съветската и украинската военна история. Съдържа колекции от документи и експонати, представящи военно изкуство от средата на XIX век до наши дни. След разпада на СССР постоянно се обновява зала, посветена на Военновъздушните сили на Украйна.
Около музея е оборудвана наблюдателна площадка, на която са представени 13 единици бойна техника от времето на Втората световна война и от следвоенните години.